# 창원 성주사 석조지장시왕상
창원 성주사 석조지장시왕상(昌原 聖住寺 石造地藏十王像)은 대한민국 경상남도 창원시 성산구, 성주사에 있는 조선시대의 불상이다.
2010년 3월 11일 경상남도의 유형문화재 제501호로 지정되었다.

## 개요
성주사의 지장전 내에 안치되어 있으며, 지장삼존상과 시왕, 10구의 동자상 및 귀왕, 판관, 사자, 장군상이 남아있어 완벽한 면모를 갖추고 있는 17세기 후반의 기준작으로서 손색이 없는 자료이다.
지장보살불 및 시왕상, 권속상들은 석재로 만들어졌으며, 지장보살불과 시왕상은 금박한 좌상이며, 도명존자, 권속상들은 채색한 입상으로 조성기에 기재된 일체라 온전하게 보존되어 있다.
지장전은 지장보살을 비롯한 권속일체는 삶과 죽음을 연계하여 조상과 부모에 대한 효 사상을 고취시키고 생명의 존엄성을 강조하는 새로운 방안이 되고 있다.

## 지정 사유
지장전 불상은 조각승 승호를 비롯한 모두 15명이 참여한 17세기 후반의 작품으로, 지장삼존상과 시왕 그리고 10구의 동상, 귀왕 등의 지장전의 완벽한 면모를 갖추고 있다. 특히 발원문은 성주사의 연혁을 밝히는데 중요한 자료이다.

## 같이 보기
- 성주사

## 참고 자료
- 창원 성주사 석조지장시왕상 - 국가유산청 국가유산포털